# Sassacus aurantiacus
Sassacus aurantiacus là một loài nhện trong họ Salticidae.
Loài này thuộc chi Sassacus. Sassacus aurantiacus được Eugène Simon miêu tả năm 1901.